# Bimal Tarafdar
Bimal Chandra Tarafdar (bengalisch বিমল চন্দ্র তরফদার; geb. 6. Juli 1974) ist ein ehemaliger bangladeschischer Sprinter. Er gewann 1991 die Goldmedaille bei den Südasienspielen in Colombo im Wettbewerb über 100 Meter.
Tarafdar trat später bei den Olympischen Sommerspielen 1996 in Atlanta an. Im Wettbewerb über 100 Meter lief er 10,98 s. Damit konnte er sich nicht für das Halbfinale qualifizieren.

## Persönliche Bestleistung
Seine Bestleistung liegt bei 10,57 s über 100 mMeter, die er 1996 aufgestellt hat.